# 사쿠라바 아오이
사쿠라바 아오이(桜庭葵)는 쪽빛보다 푸르게의 여주인공이다.

## 소개
성우 : 카와스미 아야코 / 박선영 / 미셸 러프